# Sopota, Zagorje ob Savi
Sopota este o localitate din comuna Zagorje ob Savi, Slovenia, cu o populație de 52 de locuitori.